# 板橋體育場
板橋體育場是位於台灣新北市板橋區的體育設施園區，由新北市政府體育處負責管理，鄰近新北市政府大樓及板橋車站。整個場區又可細分成板橋第一運動場區（新北市板橋區漢生東路278號）及板橋第二運動場區（新北市板橋區民權路117號）。新北市政府在市內另設有新莊體育場（新莊區）、樹林體育場（樹林區）、泰山體育場（泰山區）等3個體育設施園區。

## 板橋第一運動場區

### 板橋第一運動場
地址：22066新北市板橋區漢生東路278號

#### 簡史
民國七十六年（1987年）因應臺北縣承辦台灣區運動會而興建此館，在民國九十二年（2003年）又因應臺北縣舉辦中華民國全國運動會而整修完工，並在2009年夏季聽障奧林匹克運動會中作為足球比賽預備場地。平時提供各項田徑賽事訓練及比賽場地，或作為各項活動租借用場地使用；夜間時段並有照明設備，提供一般民眾運動使用。
2017年3月9日，新北市體育文物館在此開館啟用。

#### 場館設備
- 30000個觀眾席和800個貴賓席。
- 符合國際認證標準400公尺PU跑道、訓練用跑道、鐵餅、標槍、鏈球、沙坑等各田徑賽項目練習。
- 行政設施：設施管理辦公室、競賽資訊組、場地器材組、總務檢錄組、終點攝影組。
- 常態設施：運動廣場、會議室、閱覽室、簡報室、貴賓室、桌球教室、選手用重量訓練室、選手專用宿舍、檢錄室、電梯、簡易型籃球場。
- 本市各級學校訓練選手專用宿舍提供35間，每間均附設衛浴設備、冷氣、書桌等基礎設備供使用。
- 地下及平面收費停車場及夜間照明設備提供民眾使用。
- 另有「尋夢園地」供民眾使用（土地為行政院用地，新北市政府僅受託代管）。

## 板橋第二運動場區

### 板橋第二運動場
民國六十五年（1976年）興建，民國八十九年（2000年）九月整建完成。
地址：22066新北市板橋區民權路117號 
未來新北市府將計畫改建成新北小巨蛋。
一、面積：32,633平方公尺。
二、設施：
- 行政中心：管理員室。
- 觀眾席：4,000席。
- 貴賓席：100席。
- 標準400公尺PU跑道。
- 設有籃球場、兒童遊樂區、陽光草皮。

三、特色：
- 供田徑、籃球、槌球、各項集會及大型表演之場所。
- 12座室外籃球場供青少年日、夜間活動。
- 配設夜間照明設備4座，24小時開放民眾使用。

### 板橋體育館

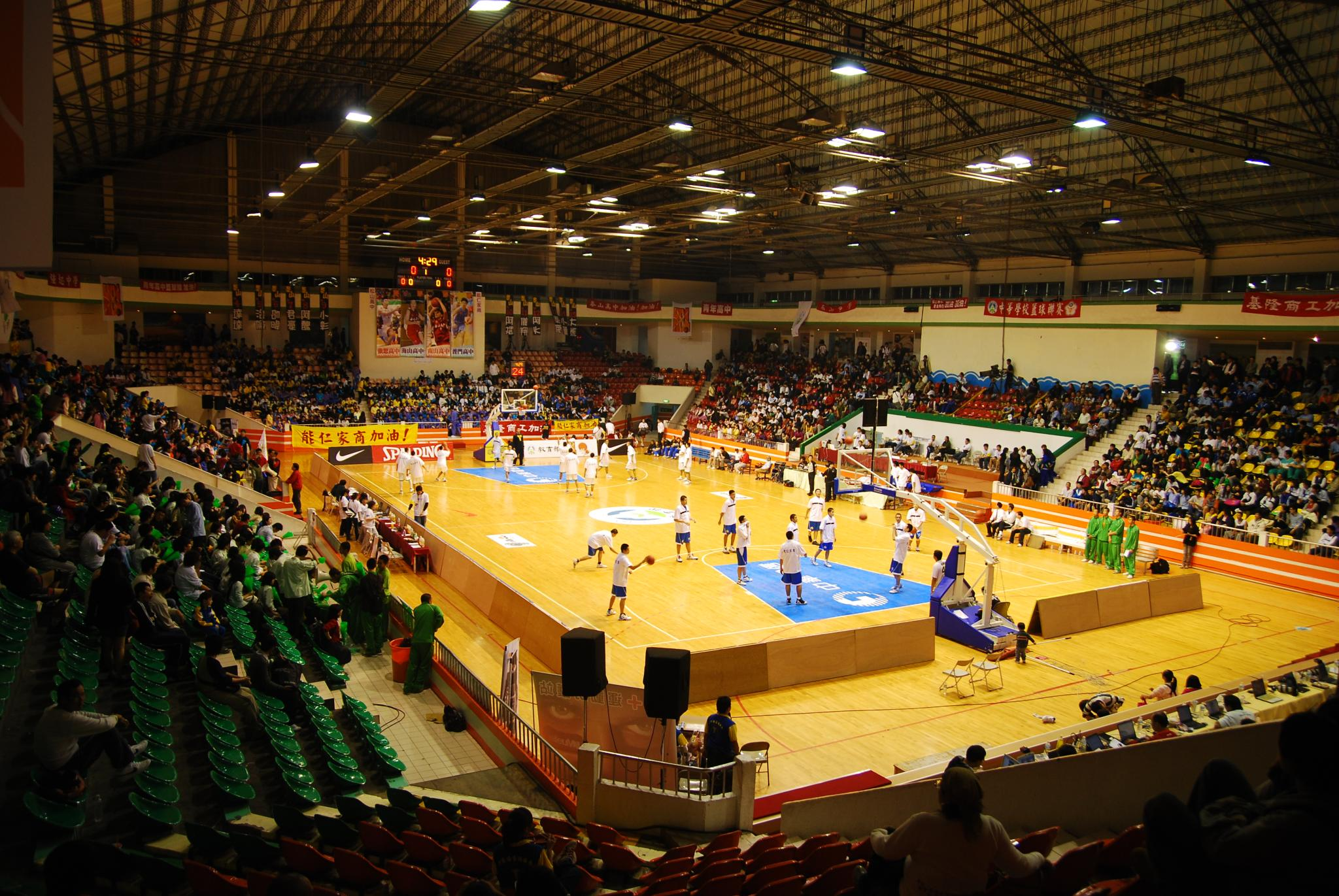
板橋體育館

民國六十八年（1979年）興建，民國八十四年（1995年）四月整建完成。
地址：新北市板橋區中正路8號
一、面積：9,183平方公尺。
二、設施：
- 室內燈光與冷氣空調。
- 觀眾席：3,500席。
- 楓木地板。
- 設有貴賓室、表演臺、舞臺、練習臺。
- 備有87個停車位。

三、特色：
是一座可供室內排球、籃球、羽球、手球、桌球、柔道、跆拳道及旱冰曲棍球等多功能室內體育館。
為大型演講及演唱會等各項活動之場所。

### 休憩公園
包含板信公園、社后公園與三角公園。
一、面積：
- 板信公園位於板橋體育館左側，面積為1,000平方公尺。
- 社后公園位於板橋第二運動場左側，面積為700平方公尺。
- 三角公園位於板橋第二運動場前方，面積為800平方公尺。

二、設施：
- 備有涼亭茶几。
- 健康步道。
- 陽光草皮。
- 林蔭大道。
- 兒童遊戲區。

三、特色：
- 供民眾休閒娛樂、泡茶聊天及歌唱聯歡之場所。
- 夜間是親子活動園地及跳舞的休閒場所。

## 外部連結
- 板橋第一運動場區 - 新北市政府體育處 （页面存档备份，存于）
- 板橋第二運動場區 - 新北市政府體育處 （页面存档备份，存于）
- 板橋第一運動場 - 全國運動場館資訊網iPlay （页面存档备份，存于）
- 板橋第二運動場 - 全國運動場館資訊網iPlay （页面存档备份，存于）
- 板橋體育館 - 全國運動場館資訊網iPlay （页面存档备份，存于）
- 板橋第二運動場 - 新北市觀光旅遊網 （页面存档备份，存于）